# Modern Love (Kish Mauve)
"Modern Love" je pjesma od britanskog glazbenog dua Kish Mauve. Pjesmu je napisao i producirao Jim Eliot za njihov debitantski album Black Heart (2009.). Objavljena je kao singl 11. rujna 2006. godine u izdanju diskografske kuće Sunday Best Recordings.

## Popis pjesama
7-inčni singl

1. "Modern Love" – 3:12
2. "I'm in Love With a German Film Star" – 4:51

12-inčni singl

1. "Modern Love" (Mark Moore & Kinky Roland vox mix) – 5:46
2. "Modern Love" (Mark Moore & Kinky Roland dub mix) – 5:45
3. "I'm in Love With a German Film Star" (Simon Saunders remix) – 3:11[1]